# ذاكرة شمية
تشير الذاكرة الشمية إلى عملية إعادة تجميع الروائح. وجدت الدراسات امتلاك أشكال الذاكرة الشائعة العديد من السمات المتعلقة بتذكر الرائحة بما في ذلك درجة ثبات الرائحة والمقاومة الكبيرة لتداخل الروائح. تركز أبحاث الذاكرة الشمية نموذجيًا على شكل الذاكرة الصريحة، على الرغم من الدور المؤكد لأشكال الذاكرة الضمنية في توفير المساهمات التمييزية التي تسمح بفهم الروائح وذكرياتها. تشير الأبحاث إلى أن التغيرات الحاصلة في البصلة الشمية والجهاز الشمي الرئيسي بعد الولادة شديدة الأهمية وذات تأثيرات معتبرة على سلوكيات الأم. تلعب الإشارات الشمية لدى الثدييات دورًا هامًا في توثيق الرابط بين الأم ورضيعها، إلى جانب تأثيرها على التطور الطبيعي اللاحق للنسل. يمتلك ثديا الأم رائحة مميزة فردية، ما يشكل الأساس لقدرة الطفل على تمييز أمه.
على مر التاريخ التطوري، لعب الشم العديد من الأدوار المتعلقة ببقاء الأنواع، مثل تطوير التواصل. ما تزال هذه الجوانب من آليات البقاء والتواصل وظيفية في يومنا هذا، إذ يشمل ذلك الإنسان وغيره من الحيوانات. تشير بعض الدلائل أيضًا إلى تطور حالات عجز في الذاكرة الشمية لدى الأفراد المصابين بأمراض تنكس الدماغ مثل مرض آلزهايمر والخرف. يعاني هؤلاء الأفراد من فقدان متزايد في القدرة على تمييز الروائح مع تفاقم حالتهم المرضية. تظهر أبحاث أخرى إمكانية اعتبار حالات العجز في الذاكرة الشمية الأساس المساهم في تطوير أنواع محددة من الاضطرابات النفسية مثل الاكتئاب، إذ يمتلك كل اضطراب نفسي نمطًا مميزًا من حالات العجز الشمي.

## التطور

### البحث عن الطعام
كشفت الدراسات على أدمغة الثدييات أن ظاهرة فائض العصبونات المخية مقتصرة بشكل رئيسي على الحيوانات التي تبحث عن الطعام وتلتقطه. شكلت هذه العصبونات جزءًا كبيرًا من الجهاز الشمي على مر تاريخ التطور ما منح الثدييات كالرئيسيات فرصة أفضل للبقاء عبر استخدام وسائل أكثر تطورًا في الصيد والبحث عن الطعام. على سبيل المثال، يمتلك دماغ النسر جزءًا كبيرًا متخصصًا في الحواس الشمية. يسمح هذا للنسور بكشف مواقع الطعام عبر مسافات شاسعة دون الحاجة إلى الرؤية المباشرة. يساعد امتلاك ذكريات أنواع الأطعمة المختلفة على بقاء النوع من خلال السماح للحيوانات بتذكر الروائح القابلة للأكل وتمييزها عن تلك غير القابلة للأكل.

### التواصل وتمييز أفراد النوع
تطورت الذاكرة الشمية على مر التاريخ التطوري لتساعد الحيوانات في التعرف على الحيوانات الأخرى. من المقترح أن حاسة الشم مرتبطة بالسماح لحديثي الولادة بالتعرف على أمهاتهم بالإضافة إلى تمكين البشر من التمييز بين الذكور والإناث. استخدمت الحيوانات أيضًا الإشارات الشمية، وما تزال تستخدمها، في رسم حدود منطقتها، إلى جانب حماية نفسها من المخاطر الأخرى المهددة لبقائها. على الرغم من مساهمة تطور الأجهزة الحسية الأخرى، مثل جهاز الرؤية والأجهزة السمعية، في تقليل اعتماد بعض الحيوانات على الجهاز الشمي، ما يزال هنالك العديد من الأدلة التي تشير إلى وجود تأثير قوي للجهاز الشمي على التفاعلات الاجتماعية لدى هذه الحيوانات. تعطي الذكريات المرتبطة بروائح معينة الحيوانات فرصة التواصل مع بقية أفراد النوع مع تراجع التواصل بين الأنواع المختلفة التي تفتقر إلى أجهزة استقبال الروائح الملائمة. يمكن الإحساس بمثل هذه الإشارات الشمية في الظلام أو حتى تحت الماء.

### التكاثر الجنسي
شكل الشم أحد الجوانب الهامة من التكاثر الجنسي على مر التاريخ التطوري نظرًا إلى تحريضه لسلوكيات التزاوج لدى العديد من الأنواع. تمثل الفرمونات الإشارات الكيميائية الشمية التي تسمح لأفراد النوع الواحد بإدراك جهوزية الأفراد الآخرين من أجل التكاثر. تؤدي الفرمونات أيضًا إلى مزامنة الدورات الشهرية لدى إناث النوع الواحد والتأثير على الجذب الجنسي بين أفراد هذه النوع. ساهم امتلاك الذاكرة غير الواعية بمثل هذه العمليات في بقاء الأنواع.

### المنبهات التحذيرية
من المعتقد أيضًا حدوث تطورات مستمرة في حاسة الشم ما سمح في النهاية بتطور نظام التيقظ كوظيفة جديدة لجهاز الشم. بمجرد دخول الرائحة إلى الذاكرة الواعية، يمكنها إرسال إشارات بوجود خطر ما، مثل شم رائحة الغاز أو الدخان. مع ذلك، يمكن اعتبار الذاكرة الشمية في الوقت نفسه عملية ضمنية أو غير واعية. تُعتبر هذه القدرة على الاستجابة التلقائية لمنبهات التحذير بمثابة عمليات انتباه أولية في الأجهزة الحسية الأخرى التي تشمل استخدام أشكال الذاكرة التلقائية. تطورت أنماط الاستجابة هذه مع مرور الزمن لتشمل مجموعة أوسع من الاستجابات الحركية والتلقائية المتكاملة في نمط سلوكي متمثل في رد الفعل على المنبه التحذيري. يمكن تحريض حالة القلق المستحث بالرائحة عند إحساس الحيوان بوجود مفترس قريب. أظهرت دراسة على الجرذان ارتفاع مستويات السلوك المتعلق بالقلق لدى هذه الجرذان عند تعريضها لروائح القطط. أدت رائحة القطط إلى تحريض التثبيط في نظام الكانابينويد الداخلي في اللوزة الدماغية التي تلعب دورًا مقترحًا في تحفيز الاستجابات المرتبطة بالقلق.

## الاضطرابات

### اضطرابات الشم في الدماغ
يمكن اعتبار حالات العجز في الذاكرة الشمية مؤشرات هامة على تلف الدماغ أو أمراضه. تشير الأدلة إلى إمكانية تنبؤ بعض الاضطرابات النفسية بتطور الاضطرابات الشمية، فضلًا عن التسبب في حدوثها. شملت الدلائل على ذلك العديد من الاضطرابات، بما في ذلك الفصام، ومرض باركنسون، ومرض هنتنغتون، ومتلازمة كورساكوف الكحولية ومرض آلزهايمر. أظهرت الأبحاث على الحيوانات تطور العجز في الذاكرة الشمية كنتيجة لتناول الأدوية المعدلة لحالة الدماغ مثل مضادات الاكتئاب. من خلال اختبار تأثيرات مضادات الاكتئاب على الحساسية الشمية لدى الفئران، «خضعت الفئران للاختبار في متاهة «واي» مع تعريضها لمركب ذي رائحة (البوتانول) أو الماء المقطر قبل وخلال 3 أسابيع من الحقن داخل الصفاقي اليومي لمادة السيتالوبرام أو الكلوميبرامين. قُورن أداؤها بعد ذلك مع فئران المجموعة المضبوطة المحقونة بالمحلول الملحي» وخلصت النتائج إلى حدوث حالات معتبرة من العجز الشمي خلال فترة الاختبار الممتدة لثلاثة أسابيع.

### اختبارات اضطرابات الشم
طُورت العديد من الفحوصات الهادفة إلى اختبار الذاكرة الشمية لدى المرضى المصابين بالاضطرابات النفسية. يُستخدم كل من فحص الكشف الشمي لجامعة بنسلفانيا (يو بّي إس آي تي) المكون من 40 عنصر وفحص الكشف الشمي الموجز المكون من 12 عنصر، الذي يُعد تطويرًا على «يو بّي إس آي تي»، في كشف حالات العجز الشمي باستخدام كتيب الخدش والشم. يتألف اختبار شم العصي من مجموعة من الأقلام ذات الروائح المختلفة بتراكيز مختلفة، ويعطي هذا الفحص إمكانية اختبار ثلاث نواح شمية: كشف الاضطراب، وعتبته وتمييزه.

### الاضطرابات الشمية والتنبؤ بالأمراض النفسية
لُوحظ حدوث الاضطرابات الشمية لدى المرضى المصابين بالاضطرابات النفسية إذ تشير الدلائل الموجودة إلى قدرة العجز الشمي على التنبؤ بوجود الاضطراب النفسي. تشير الأبحاث إلى إمكانية اعتبار حالات العجز في الذاكرة الشمية دلائل تنبئية جيدة على تطور العديد من الاضطرابات النفسية مثل الاكتئاب، والخرف والتنكس العصبي، إذ يمتلك كل اضطراب سمات مميزة خاصة من شأنها توفير تنبؤ محدد عن نوع الاضطراب النفسي الذي قد يعاني منه الفرد.